# Enzo Apicella
Enzo Apicella, all'anagrafe Vincenzo Apicella (Napoli, 26 giugno 1922 – Roma, 31 ottobre 2018), è stato un fumettista, designer, pittore e giornalista italiano.

## Biografia
Nacque a Napoli nel 1922. Durante la seconda guerra mondiale prestò servizio nell'Aeronautica militare, per poi studiare a Roma, in una scuola di cinema. Quasi subito iniziò l'attività di disegnatore, prima di co-fondare, a Venezia nel 1953, Melodramma, una rivista sull'opera lirica.
Quando nel 1954 la rivista cessò le pubblicazioni, si recò a Londra iniziando a disegnare manifesti e scenografie per la televisione, oltre che disegni per cartoni animati. Animatore autodidatta, pubblicò vignette su, The Observer, The Guardian, Punch, The Economist, Private Eye, Harpers & Queen e per il quotidiano di Rifondazione Comunista, Liberazione.
Nel 1974 collaborò con John & Rosalind all'LP A Night at Factotum, producendo il disegno della copertina ed alcune caricature. Non è solo stato un designer d'interni di ristoranti e ex ristoratore, ma fu acclamato come uno dei protagonisti della Swinging London, un insieme di tendenze culturali nate in Gran Bretagna negli anni sessanta. Enigmatico e anticonvenzionale, fu descritto dallo storico, autore e giornalista, Bevis Hillier come "Uno dei creatori degli anni sessanta" che hanno influenzato profondamente il volto creativo ed artistico dei ristoranti di Londra. Conosciuto per aver resistito molto più a lungo di uno dei suoi contemporanei, Apicella, comprese che la rivolta pop ... "richiedeva di mangiare molto più spesso fuori casa".
Operò come disegnatore d'interni per 150 ristoranti, compresi 70 locali  Pizza Express di Peter Boizot. Fu comproprietario del Club dell'Arethusa, di Meridiana, di Factotum, di Apicella '81 e di Condotti.
Collaborò con molti ristoratori di Londra come Peter Langan, Peter Boizot, Michael Chow, Alvaro Maccioni,, Sir Terence Conran, Mario Cassandro, The Wolseley, Chris Corbin e Jeremy King.
Apicella è membro della Chartered Society of Designers ed è inserito nel Dictionary of British cartoonists and caricaturists.
Il vignettista   Fabio Manni  è stato  suo allievo per diversi anni.

## Pubblicazioni
- 1967 Non Parlare Baciami
- 1976 The Pizza Express Cookbook ISBN 0241891965
- 1978 The Recipes That Made a Million ISBN 0-85613-489-9
- 1983 Memorie di uno smemorato
- 1985 Jonathan Routh's Initial good loo guide: Where to 'go' in London. London: Banyan, 1987. ISBN 0-7119-1282-3. Text by Jonathan Routh.
- 1987 The Harpers & Queen Guide to London's 100 Best Restaurants ISBN 1-85203-018-6
- 1988 Don't Talk, Kiss ISBN 0-9506402-3-9
- 1993 Mouthfool: A Collection of Culinary Cartoons ISBN 0-948817-87-9
- 2003 Apicella Versus the United States of America ISBN 88-8112-430-0
- 2007 God Bless America ISBN 978-88-87826-45-6